# Mistrz (film 1979)
Mistrz (ang. The Champ) – amerykański melodramat z 1979 roku w reżyserii Franco Zeffirellego. Remake filmu z 1931 roku.

## Fabuła
Billy to były mistrz bokserski, który zakończył karierę 10 lat temu. Próbuje pogodzić rolę ojca z pasją do hazardu i wyścigów samochodowych. Jedynym jego kibicem jest syn, dla którego ojciec jest autorytetem. Pewnego dnia ośmioletni chłopak poznaje czarującą i bogatą kobietę. Nie wie jeszcze, że to jego matka. Ona postanawia zabrać syna ze sobą. Billy postanawia podjąć walkę z nałogiem i wrócić na ring.

## Obsada
- Jon Voight – Billy
- Faye Dunaway – Annie
- Rick Schroder – T.J.
- Jack Warden – Jackie
- Arthur Hill – Mike
- Strother Martin(inne języki) – Riley
- Joan Blondell – Dolly Kenyon
- Mary Jo Catlett – Josie
- Elisha Cook Jr. – Georgie
- Stefan Gierasch – Charlie Goodman

i inni

## Nagrody i nominacje
Oscary za rok 1979
- Najlepsza muzyka - Dave Grusin (nominacja)

Złote Globy 1979
- Odkrycie roku (aktor) - Rick Schroder
- Najlepszy aktor dramatyczny - Jon Voight (nominacja)